# عملية إسقلبينية
عملية إسقلبينية هي سلسلة من التجارب النووية في الولايات المتحدة الأمريكية [1] تتكون من 7 تجارب نووية أجريت بين عامي 1990-1991. سبقت هذه الاختبارات سلسلة عملية قناة مجرى الماء وتلتها سلسلة عملية جولين.